# Saint-Fargeau
Saint-Fargeau é uma comuna francesa na região administrativa de Borgonha-Franco-Condado, no departamento de Yonne. Estende-se por uma área de 78,5 km². Em 2010 a comuna tinha 1 557 habitantes (densidade: 19,8 hab./km²).

## Tour de France

### Chegadas
- 2009 :  Mark Cavendish